# 浦安市立入船中学校
浦安市立入船中学校（うらやすしりつ いりふねちゅうがっこう）は、千葉県浦安市にある公立中学校。略称は「入中」（いりちゅう）。

## 沿革
- 1980年7月29日 - 校舎建築工事着工。
- 1981年
  - 3月21日 - 校舎建築工事完了。
  - 4月1日 - 浦安市立浦安中学校より学区改訂により分離し、浦安市立入船中学校として開校。
  - 4月2日 - 竣工式・生徒受け入れ式。
  - 6月5日 - 校章制定。保護者会を設立。
  - 9月19日 - 校旗伝達式。
  - 1月31日 - 校歌制定発表会。
  - 10月28日 - 生徒指導研究推進校全国発表会を開催。
  - 11月5日 - 第一回合唱祭（現在の合唱コンクール）を開催。
- 1984年
  - 4月4日 - 文部省より生徒指導研究校として感謝状授与。
  - 4月5日 - プレハブ5教室増設を完了。
  - 9月21日 - 「学校紹介」（千葉テレビ）で当校が採りあげられる。
  - 11月8日 - 浦安市教育委員会より教育団体賞受賞。
- 1985年4月1日 - 浦安市立美浜中学校新設にともない分離。
- 1990年6月5日 - 創立10周年式典。
- 1991年3月1日 - 武道場増設。
- 1994年4月1日 - 浦安市立日の出中学校新設にともない分離。
- 2000年10月21日 - 創立20周年式典。
- 2007年9月1日 - グラウンド改修工事完了。
- 2008年
  - 4月1日 - 特別支援学級を設置。
  - 9月1日 - 各教室にエアコン設置。
- 2010年
  - 10月23日-創立30周年記念式典
- 2012年
  - 4月7日 - プレハブ3教室増設を完了。
- 2014年
  - 3月6日-　めざましテレビで、本校が採り上げられる。
  - 4月1日-　浦安市立高洲中学校新設に伴い分離。

## 教育目標
「自学・豊かな心・健康」 ～心身ともにたくましく、知・徳・体の調和のとれた豊かな人間の育成～
- 自ら学ぶ意欲や主体的に学ぶ力を身に付けた生徒の育成
- 豊かな心を持った生徒の育成
- 健康で活力のある生徒の育成

## 部活動
- 吹奏楽部（男・女）
- 陸上部（男・女）
- サッカー部（男・女）
- 剣道部（男・女）
- ソフトテニス部（男・女)
- バスケットボール部（男・女）
- バレーボール部（女）
- 美術部（男・女）
- 入船鉄道倶楽部（男）

## 委員会
- 本部・学年委員会
- 生活委員会
- 美化委員会
- 保健委員会
- 給食委員会
- 学習・図書委員会
- 広报委員会
- 新入生歓迎会実行委員会
- 体育祭実行委員会
- 選挙管理委員会
- 合唱コンクール実行委員会
- 3年生を送る会実行委員会

## 特徴
- 地域一体型の学校のため文化祭も「地域文化祭」として、保護者や地域団体の出し物が中心となっている。
- テニスコートが4面あり、グラウンドも広い。
- いじめをなくす運動（通称いじめ0運動）を心掛けている。

## 出身有名人
- 玉田圭司
- 阿部哲子

## 生徒数
- 2014年〜2021年までの生徒数の推移|  | 現在、技術上の問題で一時的にグラフが表示されなくなっています。 |
- 1年生：97人 (2021年) 2年生：80人  (2021年)3年生：60人  (2021年)特別支援学級：2人（内数）　合計:237人(2021年現在)
- 詳細:生徒数は学校分離などにより一時期200人を切る程の減少傾向にあったが、2019年から次第に再び生徒数が増加し、2021年には全クラスが今まで(2016年〜)は2クラスずつだったのが3クラスずつとなった。